# Piëch Automotive
Piëch Automotive is een Zwitserse fabrikant van elektrische auto's, gevestigd in Zürich. Het bedrijf werd in 2017 opgericht door Anton Piëch en Rea Stark Rajcic.

## Geschiedenis
Anton Piëch, zoon van de voormalige CEO van het Volkswagen concern Ferdinand Piëch en achterkleinzoon van Ferdinand Porsche, richtte samen met industrieel ontwerper Rea Stark Rajcic in 2017 Piëch Automotive op, een Zwitserse fabrikant van elektrische auto's.
In 2019 presenteerde het bedrijf op het Autosalon van Genève zijn eerste prototype: de Piëch Mark Zero. In 2024 wordt de productieversie van deze conceptwagen, de Piëch GT, op de markt verwacht. Het bedrijf plant bovendien ook nog twee andere sportieve modellen: een sedan en een SUV die beide van hetzelfde chassis zullen gebruik maken..
Het bijzondere aan de ontwerpen van Piëch Automotive is het modulaire concept, dat het mogelijk maakt om gelijke tred te houden met nieuwe ontwikkelingen en technische vooruitgang. Zo is het bijvoorbeeld mogelijk om de aandrijflijn te vervangen, terwijl de structuur en de carrosserie van het voertuig behouden blijven. 

## Piëch Mark Zero
De Piëch Mark Zero, waarvan de eerste schetsen dateren uit 2017, werd in 2019 als conceptauto voorgesteld op het Autosalon van Genève. De auto is een tweezits GT sportcoupé, uitgerust met drie elektromotoren met elk 204 pk en een batterij die in de centrale tunnel tot aan de achteras gemonteerd is. Mede door zijn relatief laag gewicht van slechts 1800 kg levert de wagen topprestaties: een sprint van 0 naar 100 km/u in 3,2 seconden en een topsnelheid van 250 km/u.
De batterijmodule zou in amper vijf minuten opgeladen kunnen worden tot 80% aan een speciale laadpaal en levert een rijbereik van zo'n 500 km.

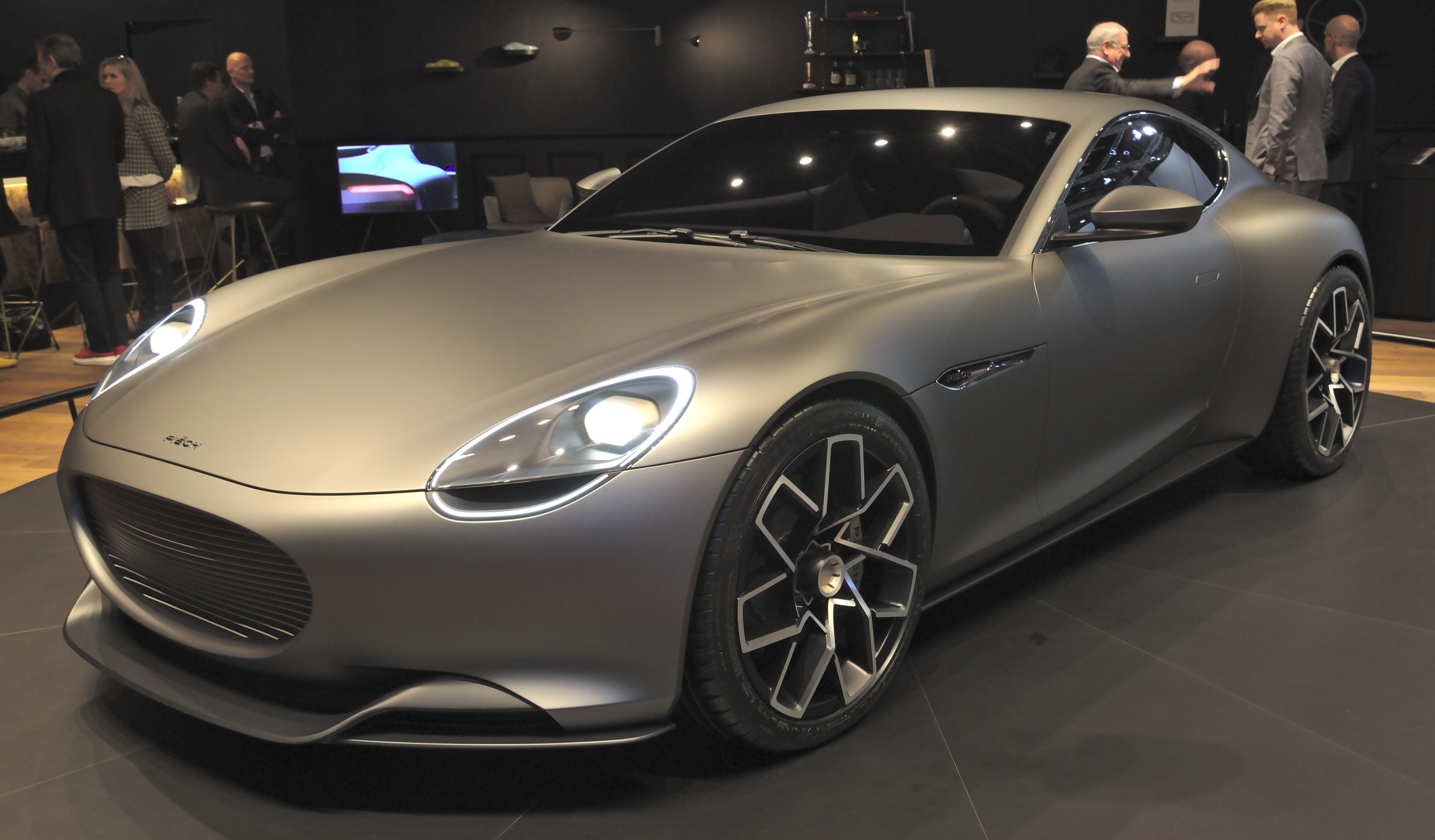
Piëch Mark Zero (2019)
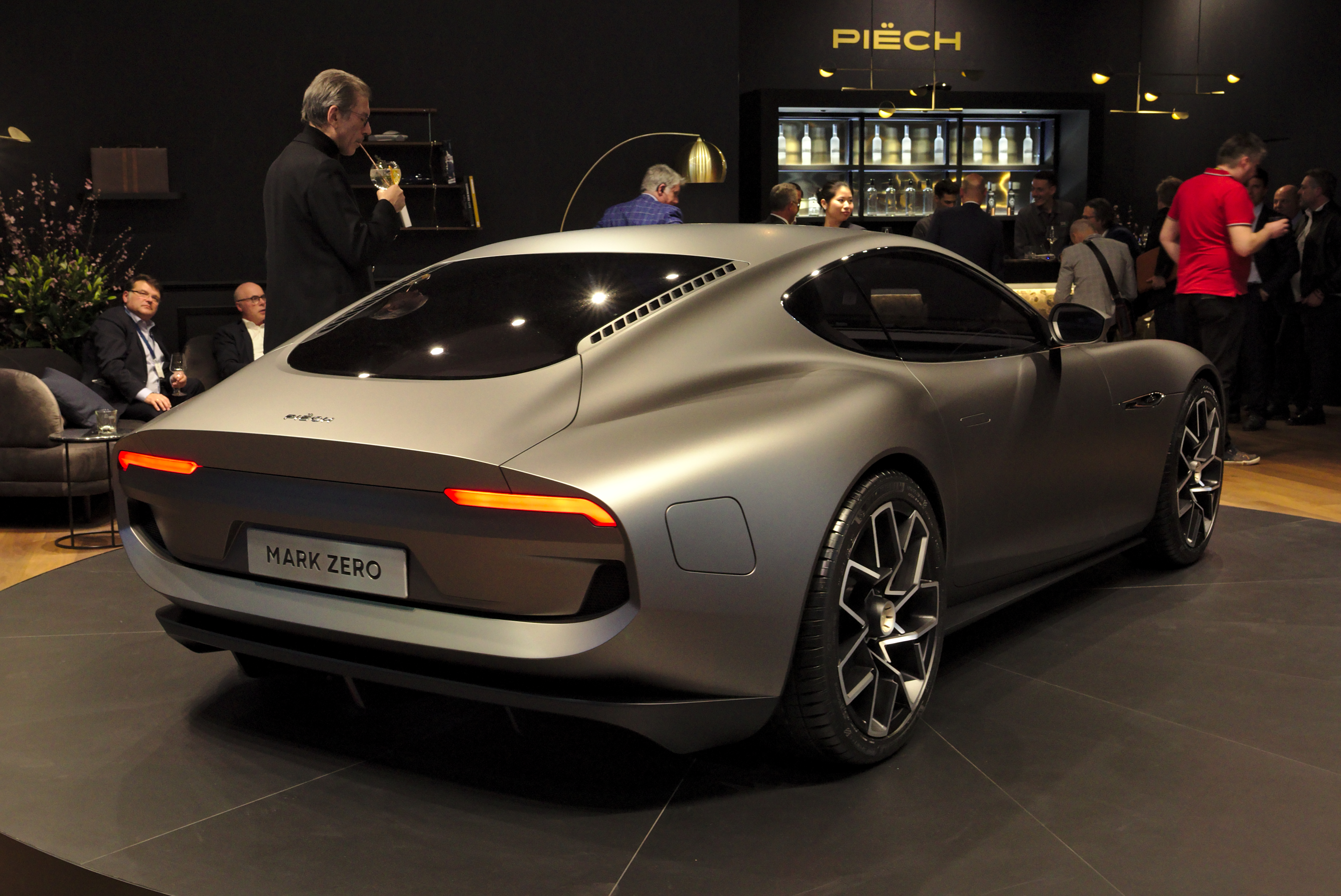
Piëch Mark Zero (2019), achteraanzicht

## Piëch GT
In september 2021 begon het bedrijf met het testen van de Piëch GT, het productiemodel dat naar verwachting in 2024 op de markt zal komen. De ontwikkeling van deze sportwagen staat onder leiding van CTO Klaus Schmidt, die jarenlang aan het hoofd gestaan heeft van de M-divisie van BMW.
In tegenstelling tot de meeste andere EV's zitten de batterijen van deze wagen niet onder de vloer maar in de centrale tunnel en het achterste deel van de auto, net als bij het Mark Zero prototype. Dit levert een gewichtsverdeling van 40/60 op. De batterij kan 75 kWh opslaan, goed voor een rijbereik van 500 km, en kan in 8 minuten tot 80% opgeladen worden aan een 350 kW snellader via een aangepaste CCS2-stekker.
In de toekomst wil het bedrijf ook de mogelijkheid bieden om via een eigen oplader de batterij in slechts 5 minuten op te laden tot 80%. Daarvoor werkt het bedrijf samen met het Chinese TGOOD.